# Ödengesäßer Hof
Ödengesäßer Hof ist ein auf der Gemarkung der Wertheimer Ortschaft Nassig aufgegangener Wohnplatz im Main-Tauber-Kreis in Baden-Württemberg.

## Geschichte
Beim Ödengesäßer Hof handelte es sich einst um Besitz des Bronnbacher Klosters. Der Hof wurde im Jahre 1412 erstmals urkundlich erwähnt. Seine sieben Güter gehörten zur Pfarrei Nassig und zur Zehnt Külsheim. Auf dem Messtischblatt Nr. 6222 „Nassig“ von 1881 war der Ort als Oedengesässer-Hof mit einem halben Dutzend Gebäuden verzeichnet. Die zuvor freistehenden Häuser des Wohnplatzes sind um 1970 in der Ortschaft Nassig aufgegangen. Der Wohnplatz kam als Teil der ehemals selbständigen Gemeinde Nassig am 1. Januar 1972 zur Stadt Wertheim.

## Kulturdenkmale
Kulturdenkmale in der Nähe des Wohnplatzes sind in der Liste der Kulturdenkmale in Wertheim verzeichnet.

## Verkehr
In Nassig besteht Anschluss an die L 507 sowie an die L 508. Die Straße Ödengesäß führt bis zum Wohnplatz.